# بطانة المكبح

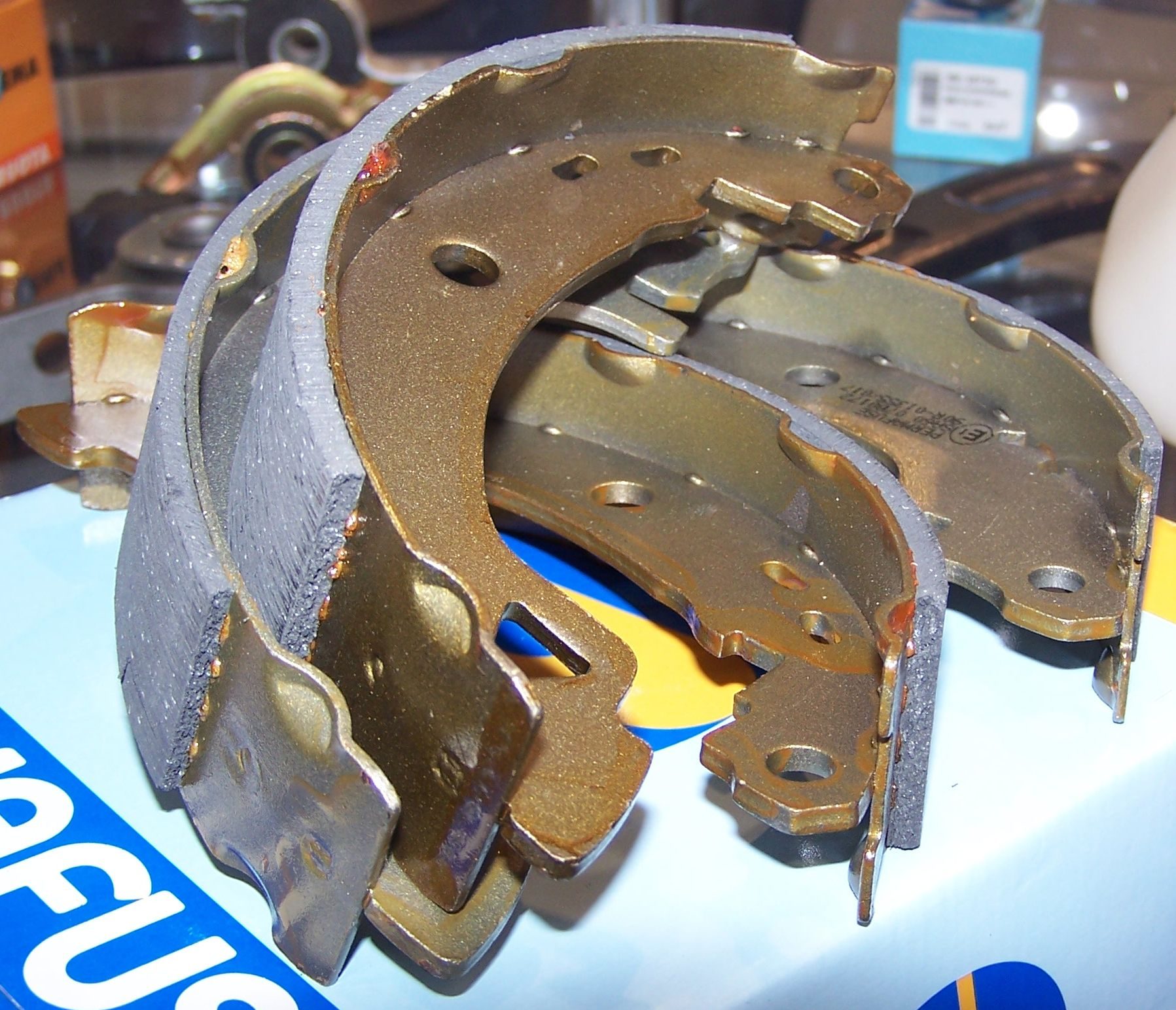
فكي مكبح جرني مع البطانة عليهما (اللون الرمادي)

بطانة المكبح أو وسادات الفرامل هي الجزء القابل للإستهلاك في المكبح الميكانيكي كالمكبح الجرني أو المكبح القرصي.

## تاريخها
اخترعت بيرتا بنز (بفورتسهايم، 3 مايو 1849 - لادنبورغ، 20 يوليو 1944) زوجة المخترع الألماني كارل بنز خلال رحلتها التاريخية بالسيارة في شهر آب (أغسطس) عام 1888. أول بطانة من الأسبست طورها هيربرت فرود عام 1902.

## تركيبتها وعملها
تصنع البطانة عادة من مادة ناعمة ولكن صلبة ومقاومة للحرارة تتمتع بمُعامل إحتكاك حركي مرتفع، قريب من مُعامل الاحتكاك الساكن للمادة. تثبت البطانة على قطعة معدنية صلبة فيشكلان معًا فك المكبح.

## صيانة
عند استهلاك البطانة تبدأ مسامير التبشيم أو القاعدة بالاحتكاك مع الجرن أو الأسطوانة مما يسبب في خدشهما وتعطيلهما.